# En passant (album)
Pour l’article homonyme, voir En passant.
Albums de Jean-Jacques Goldman
Traces
(1989) Tournée 98 En passant
(1999)
Singles
1. Sache que je
Sortie : 22 août 1997
2. On ira
Sortie : 11 novembre 1997
3. Quand tu danses
Sortie : 23 février 1998
4. Le Coureur
Sortie : 8 juin 1998
5. Bonne idée
Sortie : 26 octobre 1998
6. Tout était dit
Sortie : 1998

En passant est le sixième album studio de Jean-Jacques Goldman sorti le 26 août 1997. Parmi les titres les plus connus, on peut citer Sache que je, Bonne idée ou On ira. A l'occasion des 20 ans de la publication de l'album, Sony Music a réédité celui-ci en double vinyle, lequel, pour des raisons de durée, s'est vu adjoindre les versions instrumentales de Sache que je, Le coureur et En passant ainsi que Elle ne me voit pas (issu de la B.O de Astérix et Obélix contre César).

## Information
Cet album est plus intimiste que les précédents. Il traite des sujets comme la mort (En passant) ou l'amour (Sache que je, Quand tu danses, Les Murailles). 
Dans On ira, il insiste encore sur l'idée de rester maître de son destin et revient sur l'un de ses thèmes de prédilection : l'exil pour s'offrir une vie meilleure. Clin d’œil et référence à Là-bas : ici, tout est joué d'avance devient même si tout est joué d'avance.
Côté musique, Goldman ne laisse pas le blues de côté et opte pour des mélodies plus acoustiques. L’album sort le 26 août : le jour de la sainte Natacha.

## Classement et certification
L’album a débuté no 1 au Top Album français, et garda la tête du podium durant sept semaines consécutives, ainsi qu’en Belgique wallonne, où il se classa en première place durant neuf semaines consécutives.

## Liste des titres
Toutes les chansons sont écrites et composées par Jean-Jacques Goldman.
| 1.    | Sache que je          | 5:25 |
| 2.    | Bonne idée            | 3:31 |
| 3.    | Tout était dit        | 4:22 |
| 4.    | Quand tu danses       | 4:27 |
| 5.    | Le Coureur            | 4:17 |
| 6.    | Juste quelques hommes | 4:48 |
| 7.    | Nos mains             | 3:21 |
| 8.    | Natacha               | 3:03 |
| 9.    | Les Murailles         | 2:30 |
| 10.   | On ira                | 4:30 |
| 11.   | En passant            | 7:17 |
| 47:31 |                       |      |

## Liste des titres réédition vinyle 33T 2017
Face A
1. Sache Que Je 5:25
2. Bonne Idée 3:31
3. Tout Etait Dit 4:22
4. Quand Tu Danses 4:27

Face B
1. Le Coureur 4:17
2. Juste Quelques Hommes 4:48
3. Nos Mains 3:21
4. Natacha 3:03
5. Les Murailles 2:30

Face C
1. On Ira 4:30
2. En Passant 7:17
3. Elle Ne Me Voit Pas 4:26

Face D
1. Sache Que Je (Version Instrumentale) 5:25
2. Le Coureur (Version Instrumentale) 4:17
3. En Passant (Version Instrumentale) 7:17

## Vidéoclips (DVD)
1. Sache que je (Clip officiel) - 3:48
2. On ira (Clip officiel) - 4:23
3. Quand tu danses (Clip officiel) - 4:25
4. Bonne idée (Clip officiel) - 3:27

## Certifications
| Année | Ventes    | Certification |
| ----- | --------- | ------------- |
| 1997  | 600 000   | 2 × Platine   |
| 1997  | 900 000   | 3 × Platine   |
| 1998  | 1 000 000 | Diamant       |

## Musiciens
En passant (1997)
- Jean-Jacques Goldman : Guitares, Claviers, Programmations, Pianos & Chœurs
- Erick Benzi : Claviers, Programmations & Pianos
- Patrice Tison : Guitare Électrique sur "Sache que je" & "Juste quelques hommes"
- Guy Delacroix : Basse sur "Tout était dit", "Le coureur" & "On ira"
- Carole Fredericks : Chœurs sur "Tout était dit" & "Juste quelques hommes"
- Yvonne Jones : Chœurs sur "Tout était dit" & "Juste quelques hommes"
- Maria Popkiewicz : Chœurs sur "Tout était dit" & "Juste quelques hommes"
- Gildas Arzel : Guitare Slide sur "Le coureur"
- Christophe Deschamps : Batterie sur "Le coureur" & "On ira"
- Marc Chantereau : Percussions sur "Le coureur"
- Marc De Loutchek : Balalaïka sur "Natacha"
- Oleg Kouzmitchenko : Accordéon sur "Natacha"
- Marek Czerniawski : Violon sur "Natacha"
- Michael Jones : Guitares & Chœurs sur "On ira"
- Christophe Nègre : Saxophone sur "On ira"

Paroles & Musiques : Jean-Jacques Goldman
Arrangements : Jean-Jacques Goldman & Erick Benzi
- Enregistré et Mixé entre avril et août 1997 par Erick Benzi au Studio Kevin Mobile, Mega (Suresnes) & Gimmick (Yerres)
- Assistant : Gildas Lointier
- Assistant Mega : Nicolas Duport
- Assistants Gimmick : Mallory & François Delean
- Éditions : JRG
- Réalisation : Jean-Jacques Goldman & Erick Benzi